# Saint-Philibert (Côte-d'Or)
Pour les articles homonymes, voir Saint-Philibert.
Saint-Philibert est une commune française située dans le département de la Côte-d'Or, en région Bourgogne-Franche-Comté.

## Géographie

### Climat
Pour des articles plus généraux, voir Climat de la Bourgogne-Franche-Comté et Climat de la Côte-d'Or.
En 2010, le climat de la commune est de type climat océanique dégradé des plaines du Centre et du Nord, selon une étude du Centre national de la recherche scientifique s'appuyant sur une série de données couvrant la période 1971-2000. En 2020, Météo-France publie une typologie des climats de la France métropolitaine dans laquelle la commune est dans une zone de transition entre le climat océanique altéré et le climat océanique altéré et est dans la région climatique  Bourgogne, vallée de la Saône, caractérisée par un bon ensoleillement (1 900 h/an), un été chaud (18,5 °C), un air sec au printemps et en été et des vents faibles. 
Pour la période 1971-2000, la température annuelle moyenne est de 10,7 °C, avec une amplitude thermique annuelle de 18 °C. Le cumul annuel moyen de précipitations est de 739 mm, avec 11 jours de précipitations en janvier et 7,3 jours en juillet. Pour la période 1991-2020, la température moyenne annuelle observée sur la station météorologique de Météo-France la plus proche, « Marsannay la Cote », sur la commune de Marsannay-la-Côte à 8 km à vol d'oiseau, est de 11,7 °C et le cumul annuel moyen de précipitations est de 803,0 mm,. Pour l'avenir, les paramètres climatiques de la commune estimés pour 2050 selon différents scénarios d'émission de gaz à effet de serre sont consultables sur un site dédié publié par Météo-France en novembre 2022.

## Urbanisme

### Typologie
Au 1er janvier 2024, Saint-Philibert est catégorisée commune rurale à habitat dispersé, selon la nouvelle grille communale de densité à 7 niveaux définie par l'Insee en 2022.
Elle est située hors unité urbaine. Par ailleurs la commune fait partie de l'aire d'attraction de Dijon, dont elle est une commune de la couronne,. Cette aire, qui regroupe 333 communes, est catégorisée dans les aires de 200 000 à moins de 700 000 habitants,.

### Occupation des sols
L'occupation des sols de la commune, telle qu'elle ressort de la base de données européenne d’occupation biophysique des sols Corine Land Cover (CLC), est marquée par l'importance des territoires agricoles (73,3 % en 2018), une proportion identique à celle de 1990 (73,3 %). La répartition détaillée en 2018 est la suivante : terres arables (70,1 %), forêts (21,3 %), zones urbanisées (5,4 %), prairies (3,2 %). L'évolution de l’occupation des sols de la commune et de ses infrastructures peut être observée sur les différentes représentations cartographiques du territoire : la carte de Cassini (XVIIIe siècle), la carte d'état-major (1820-1866) et les cartes ou photos aériennes de l'IGN pour la période actuelle (1950 à aujourd'hui).

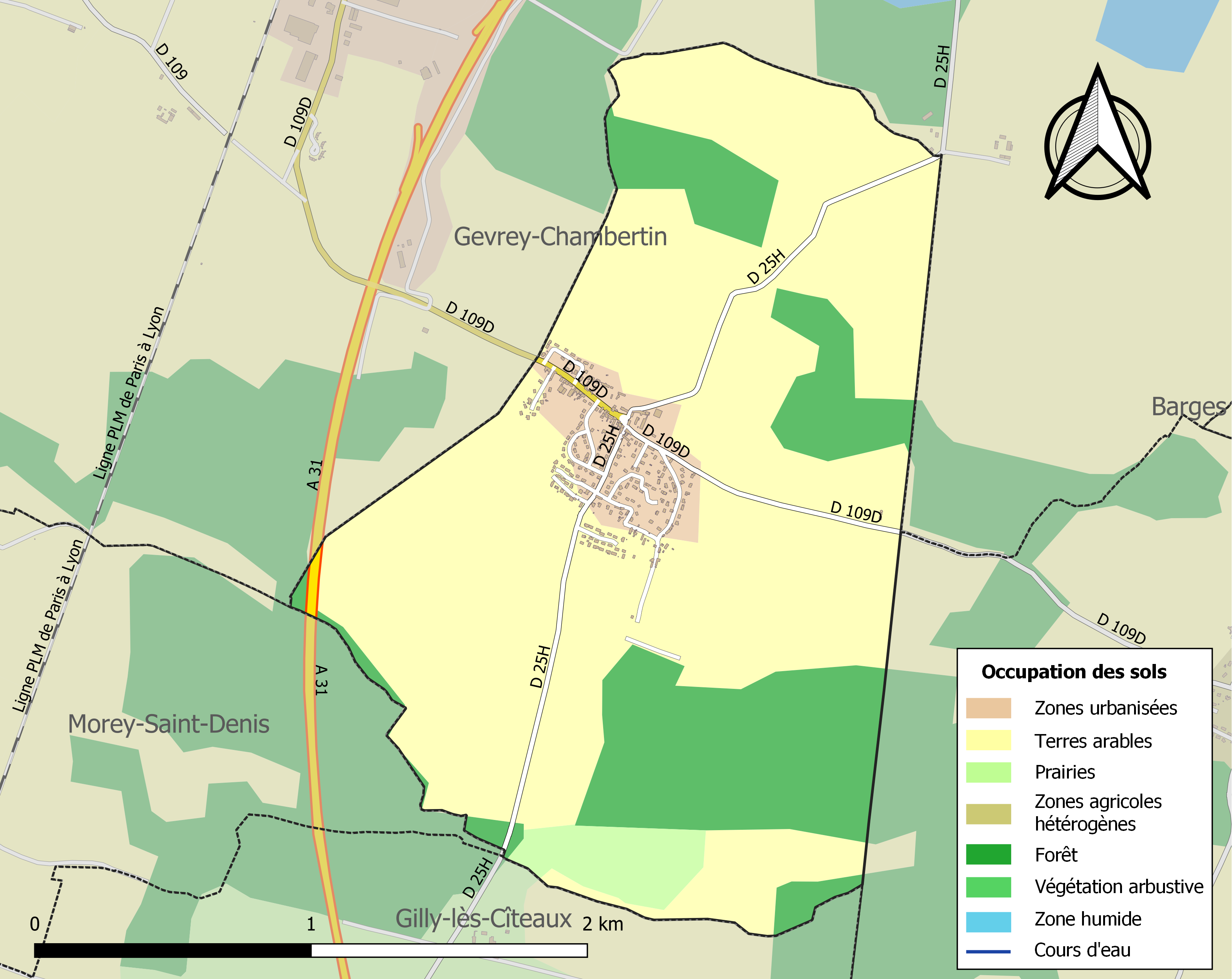
Carte des infrastructures et de l'occupation des sols de la commune en 2018 (CLC).

## Histoire
Au cours de la période révolutionnaire de la Convention nationale (1792-1795), la commune, également appelée Saint-Philibert-sous-Gevrey, a porté le nom de Velle-sous-Gevrey.
Durant la Seconde Guerre mondiale, dans la nuit du 17 au 18 juillet 1943, le premier parachutage en Côte-d'Or de matériel de guerre pour le maquis, nom de code Poitou, eut lieu à Saint-Philibert. Situé en plein cœur du village, un monument rappelle ce fait de guerre.

## Politique et administration
| Période                                  | Période  | Identité          | Étiquette | Qualité |
| ---------------------------------------- | -------- | ----------------- | --------- | --- |
| mars 2001                                | en cours | M. Hubert Poullot | LR        | Conseiller départemental Président de la Communauté de communes du Sud Dijonnais Suppléant d'Alain Suguenot, Député de la 5e circonscription |
| Les données manquantes sont à compléter. |          |                   |           | |

## Démographie
L'évolution du nombre d'habitants est connue à travers les recensements de la population effectués dans la commune depuis 1793. Pour les communes de moins de 10 000 habitants, une enquête de recensement portant sur toute la population est réalisée tous les cinq ans, les populations de référence des années intermédiaires étant quant à elles estimées par interpolation ou extrapolation. Pour la commune, le premier recensement exhaustif entrant dans le cadre du nouveau dispositif a été réalisé en 2006.

En 2022, la commune comptait 542 habitants, en évolution de +23,18 % par rapport à 2016 (Côte-d'Or : +0,82 %, France hors Mayotte : +2,11 %).
| 1793 | 1800 | 1806 | 1821 | 1836 | 1841 | 1846 | 1851 | 1856 |
| ---- | ---- | ---- | ---- | ---- | ---- | ---- | ---- | ---- |
| 140  | 163  | 166  | 175  | 199  | 188  | 204  | 200  | 224  |

| 1861 | 1866 | 1872 | 1876 | 1881 | 1886 | 1891 | 1896 | 1901 |
| ---- | ---- | ---- | ---- | ---- | ---- | ---- | ---- | ---- |
| 202  | 194  | 177  | 164  | 159  | 144  | 148  | 133  | 137  |

| 1906 | 1911 | 1921 | 1926 | 1931 | 1936 | 1946 | 1954 | 1962 |
| ---- | ---- | ---- | ---- | ---- | ---- | ---- | ---- | ---- |
| 124  | 136  | 131  | 142  | 112  | 121  | 114  | 102  | 143  |

| 1968 | 1975 | 1982 | 1990 | 1999 | 2006 | 2011 | 2016 | 2021 |
| ---- | ---- | ---- | ---- | ---- | ---- | ---- | ---- | ---- |
| 136  | 117  | 296  | 391  | 410  | 416  | 449  | 440  | 531  |

| 2022 | - | - | - | - | - | - | - | - |
| ---- | - | - | - | - | - | - | - | - |
| 542  | - | - | - | - | - | - | - | - |

## Lieux et monuments
- Église saint Philibert, abbé du VIIe siècle en Normandie puis en Vendée et dont les reliques furent rapportées à Tournus en Bourgogne lors des invasions normandes[17].
- Fontaine miraculeuse[18] dédiée à saint Philibert dite « Fontaine des pèlerins »[19].
  - La tradition rapporte qu'une femme vit dans cette fontaine « des gouttes de sang frais qui ne se mêlaient point avec l'eau et qu'on ne pouvait saisir ». Une voix lui indiqua alors que cette eau était sanctifiée car des mains criminelles y avaient jeté une partie des ossements de saint Philibert. Des recherches amenèrent à trouver un reliquaire avec quelques ossements, peut-être venus par des chevaliers de Saint-Jean de Jérusalem, qui avaient un hôpital sur place. La source acquit une célébrité, réputée guérir les plaies, ulcères, varices ou encore rhumatismes. Un pèlerinage se déroula encore récemment le lundi de Pâques.

## Héraldique
| Blason | Blasonnement : D'argent au pal ondé d'azur, chargé d'une canne de berger d'or, accompagné de deux croix de Malte de gueules aux cantons senestre de la pointe et dextre du chef. |